# Bert Hana
Pour les articles homonymes, voir Hana.
 (janvier 2021).
Bert Hana (né Hubertus Wouter Marinus Hana le 26 mai 1982 à Heerlen) est un acteur, réalisateur et metteur en scène néerlandais.

## Filmographie
- 2010 : Sugar de Jeroen Annokkee[2]
- 2011 : Curious Conjunction of Coincidences de Joost Reijmers : Jacob van Deyck[3]
- 2013 : 97% de Ben Brand : Lovely Bertje82[4]
- 2014 : Fish Bowl de Dennis Overeem : Bart
- 2014 : Dummie de Mummie de  Pim van Hoeve : Le suporter[5]
- 2014 : Anything Goes de Steven Wouterlood[6]
- 2015 : Dummie the Mummy and the Sphinx of Shakaba de Pim van Hoeve : Le suporter[7]
- 2016 : Superstar Vr de Steven Wouterlood[8]
- 2016 : In My Father's Garden de Ben Sombogaart[9]
- 2016 : Family Weekend de Pieter van Rijn : Julian[10]
- 2017 : Het bestand de Thomas Korthals Altes : Frederik[11]
- 2017 : Dummie the Mummy and the tomb of Achnetoet de Pim van Hoeve : Le suporter[12]
- 2017 : Ron Goossens, Low Budget Stuntman de  Steffen Haars Flip van der Kuil[13]

### Réalisateur
- 2013 : #alleman[14]